# Erich Hanisch
Erich Hanisch   (Berlín, 28 de març de 1909 - valor desconegut) fou un piragüista alemany que va competir durant la dècada de 1930.
El 1936 va prendre part en els Jocs Olímpics de Berlín on, fent parella amb Willi Horn, guanyà la medalla de plata en la competició del K-2 plegable, 10.000 metres del programa de piragüisme. En el seu palmarès també destaca una medalla d'or al Campionat d'Europa en aigües tranquil·les de 1934.